# Belonogaster juncea
Belonogaster juncea eller Afrikansk ignavstekel är en getingart som först beskrevs av Fabricius 1781.  Belonogaster juncea ingår i släktet Belonogaster och familjen getingar. Utöver nominatformen finns också underarten B. j. colonialis.
Arten är semisocial vilket innebär att den inte beror av en eller ett par drottningar utan alla ingående honor kan lägga ägg och para sig. 
Stekeln tillverkar som många andra getingarter ett bo av papper där äggen läggs i celler som försluts med en rundtoppig pappershätta när larven är fullgången och redo att förpuppa sig. Intill dess har den matats av de vuxna getingarna. 
De vuxna getingarna fördelar sig i väktare och jägare där jägarna förser boet med mat och väktarna skyddar boet mot eventuella inkräktare. Blir väktargetingarna av någon orsak störda reser de alla synkront på vingarna där de sitter fördelade över boet och får på så vis tillstånd en illusion av en mycket större rörelse som förhoppningsvis skrämmer angriparen på flykten. Om detta inte lyckas kan en eller flera av väktarna anfalla och stickas. 
Arten är dock svårretad och ger ett lätt "dåsigt" intryck: den flyger och rör sig relativt långsamt och undviker i görligaste mån att använda sig av gadden. Stick är därför ovanliga även om den gärna bygger bo i människans närhet. Sticket beskrivs dock vanligtvis som mycket smärtsamt för människor. 
Utbredningen är subsahara från Senegal i öster till Etiopien i väster ner till vidare Sydafrika. Arten uppträder också i Asien. 

## Bildgalleri

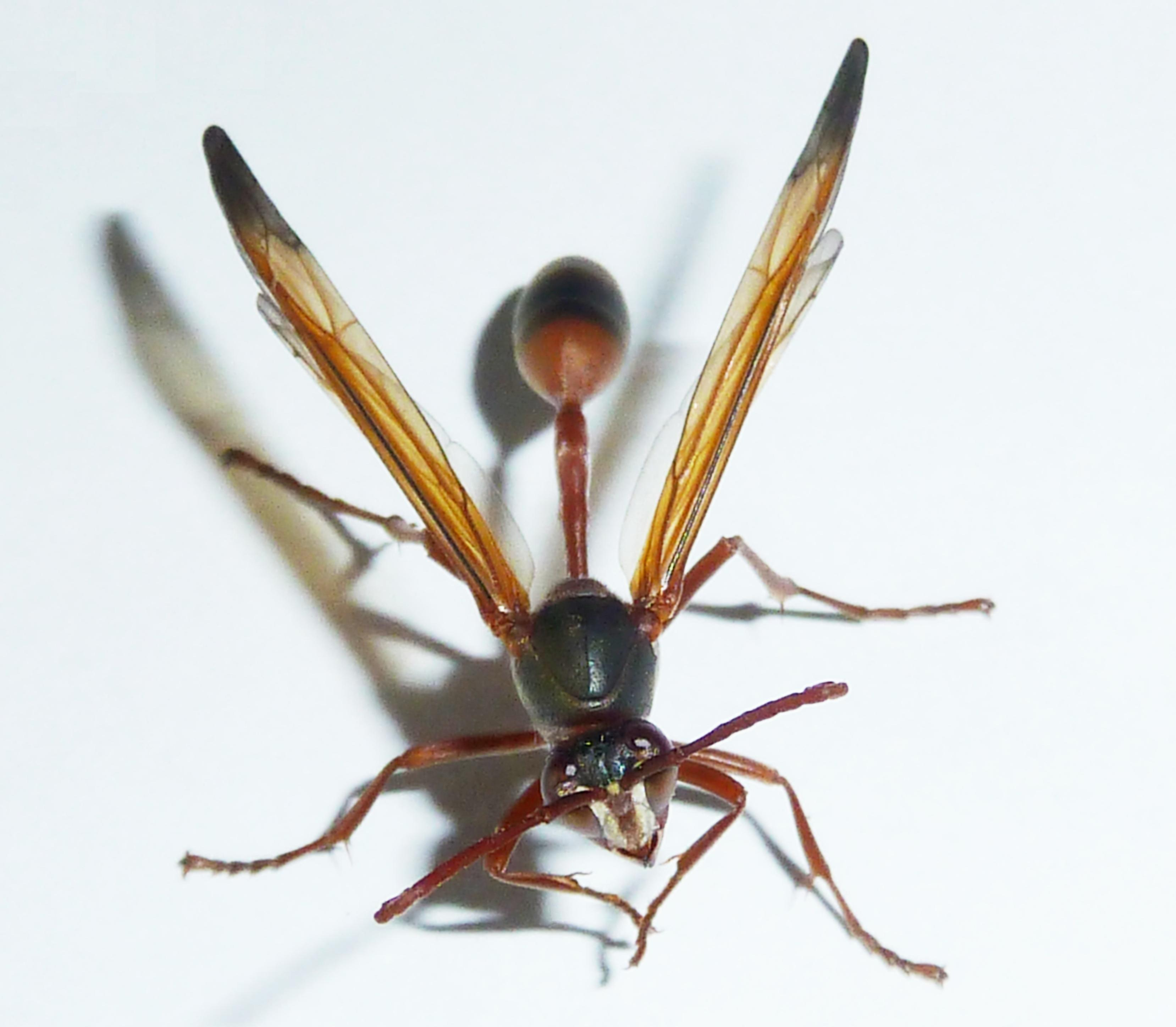
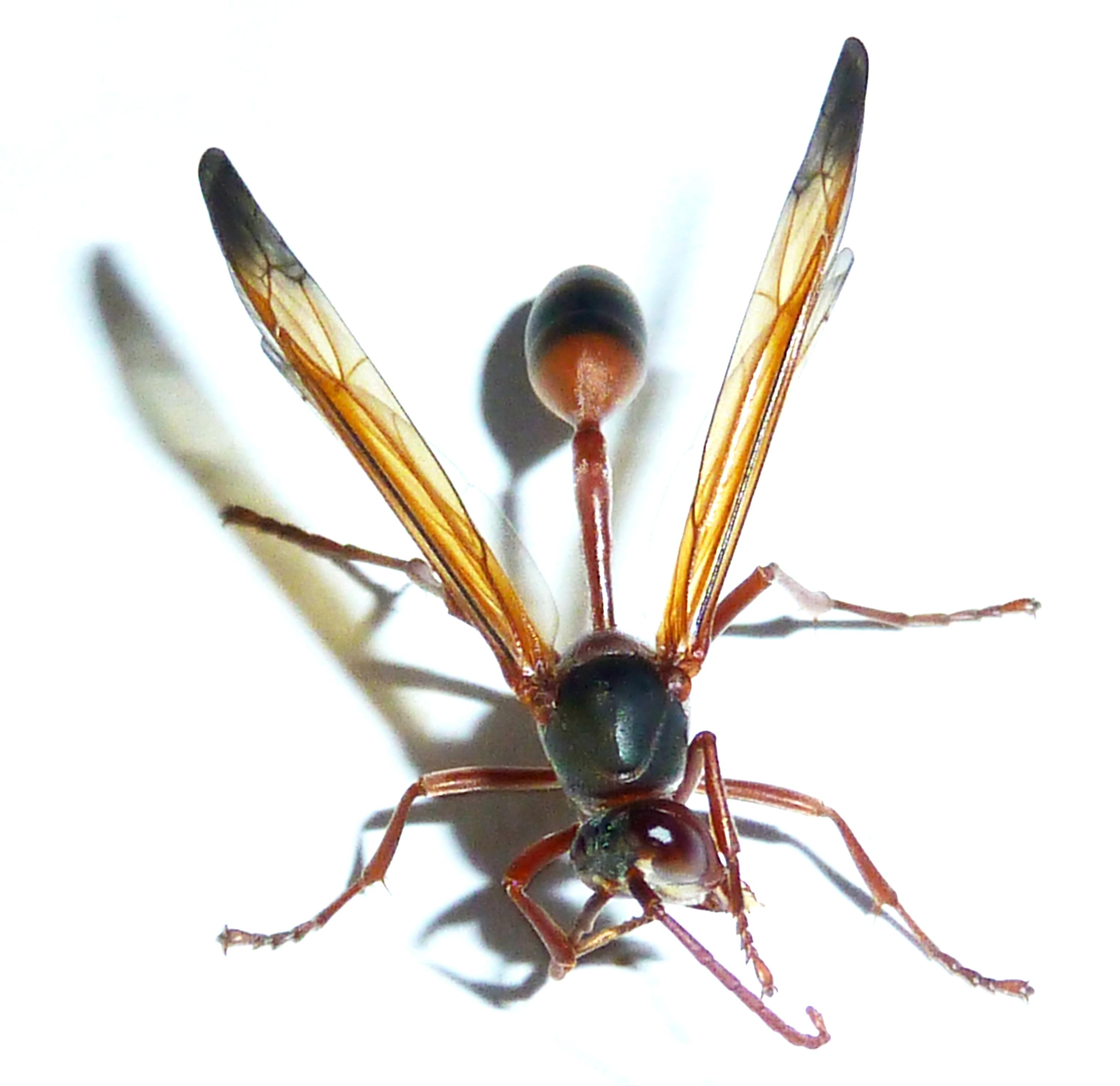
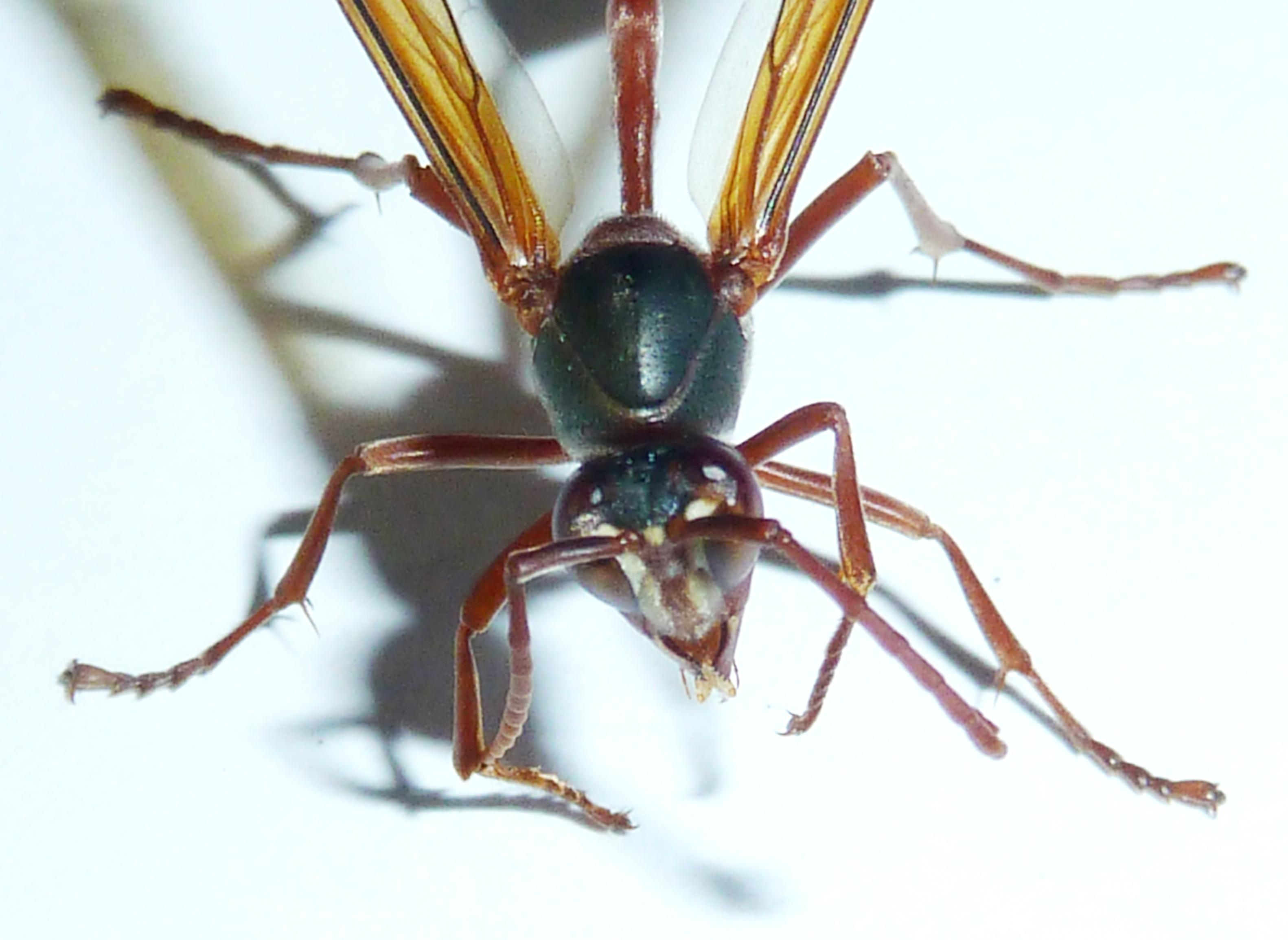
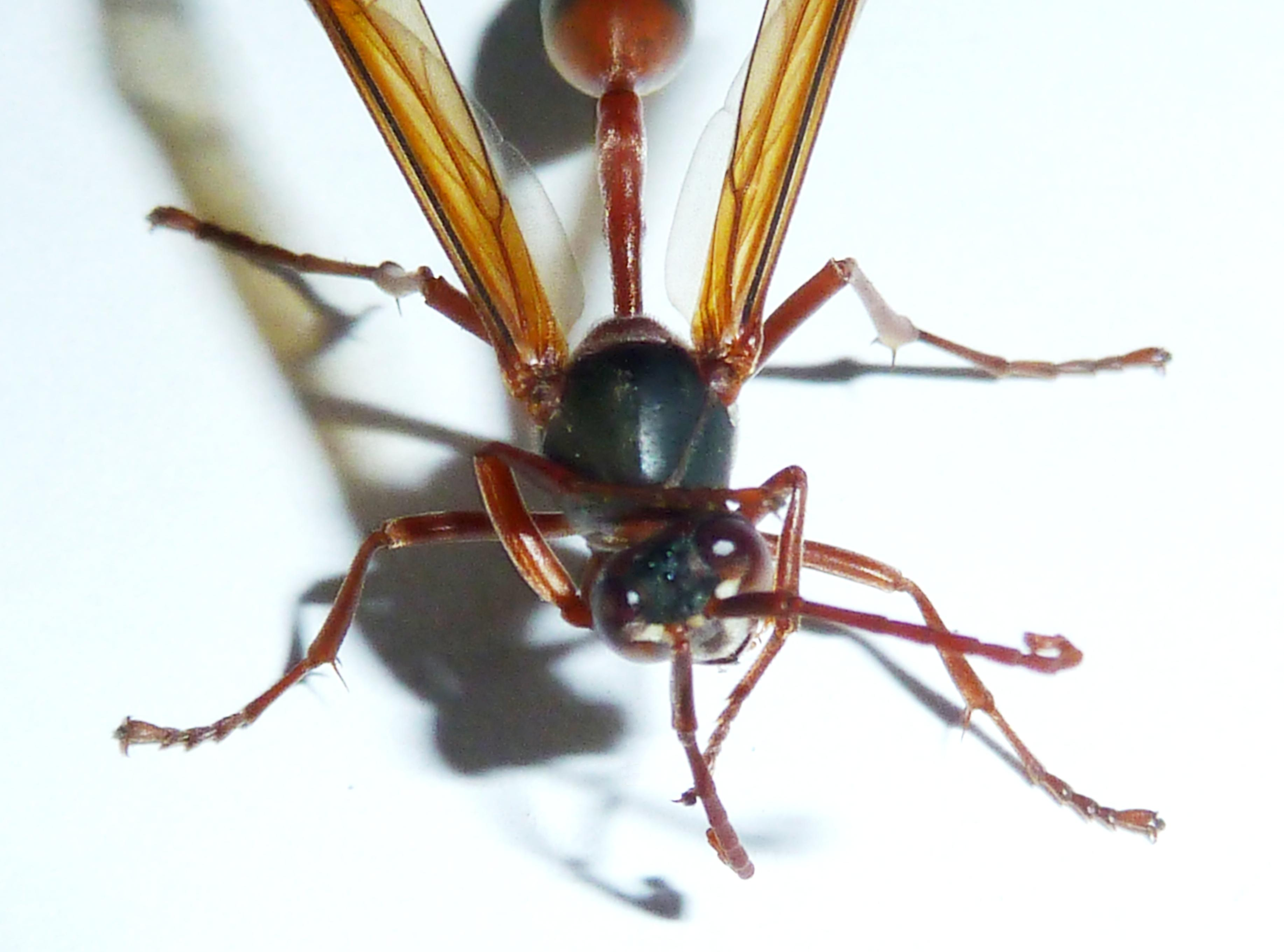
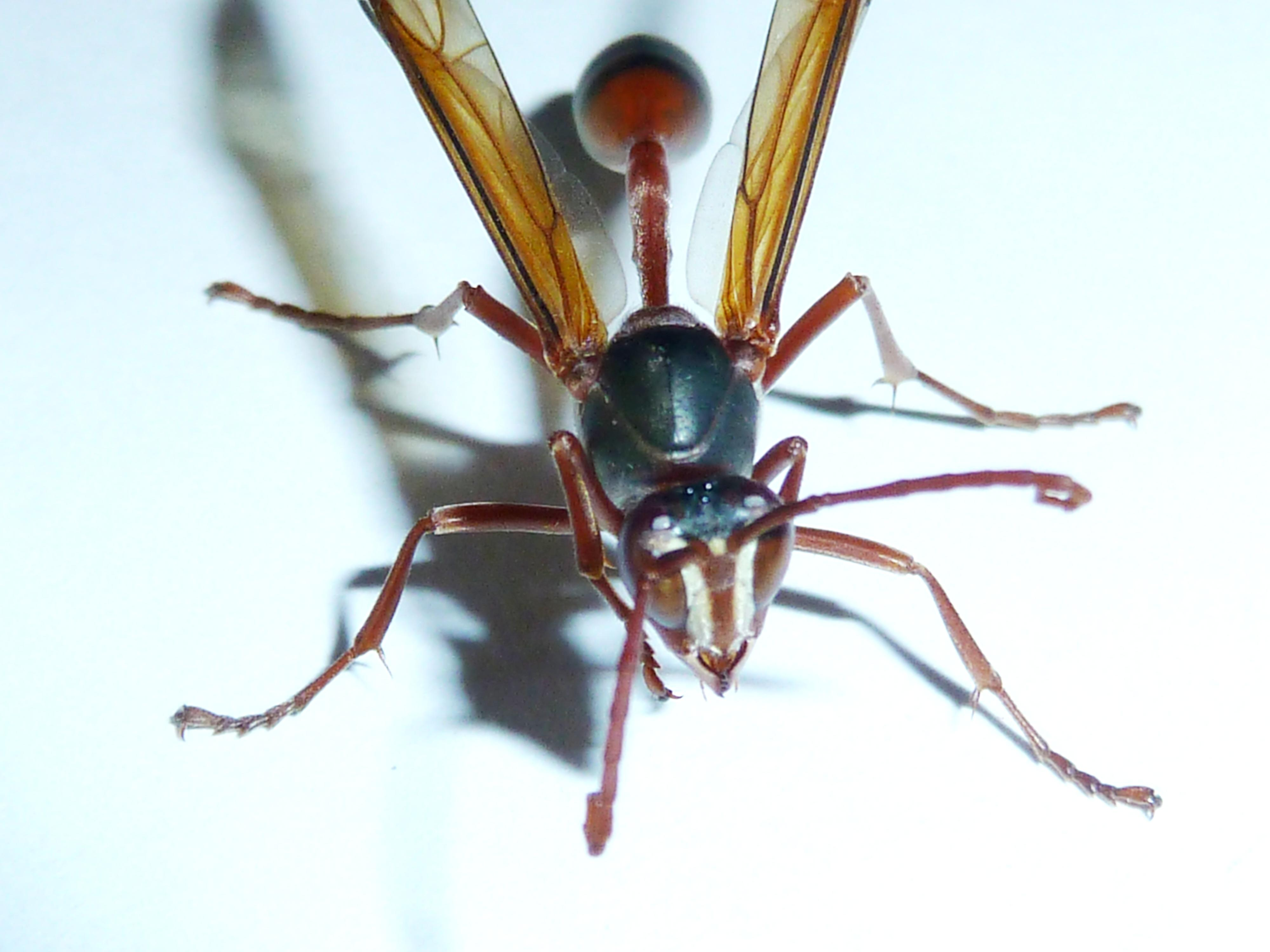
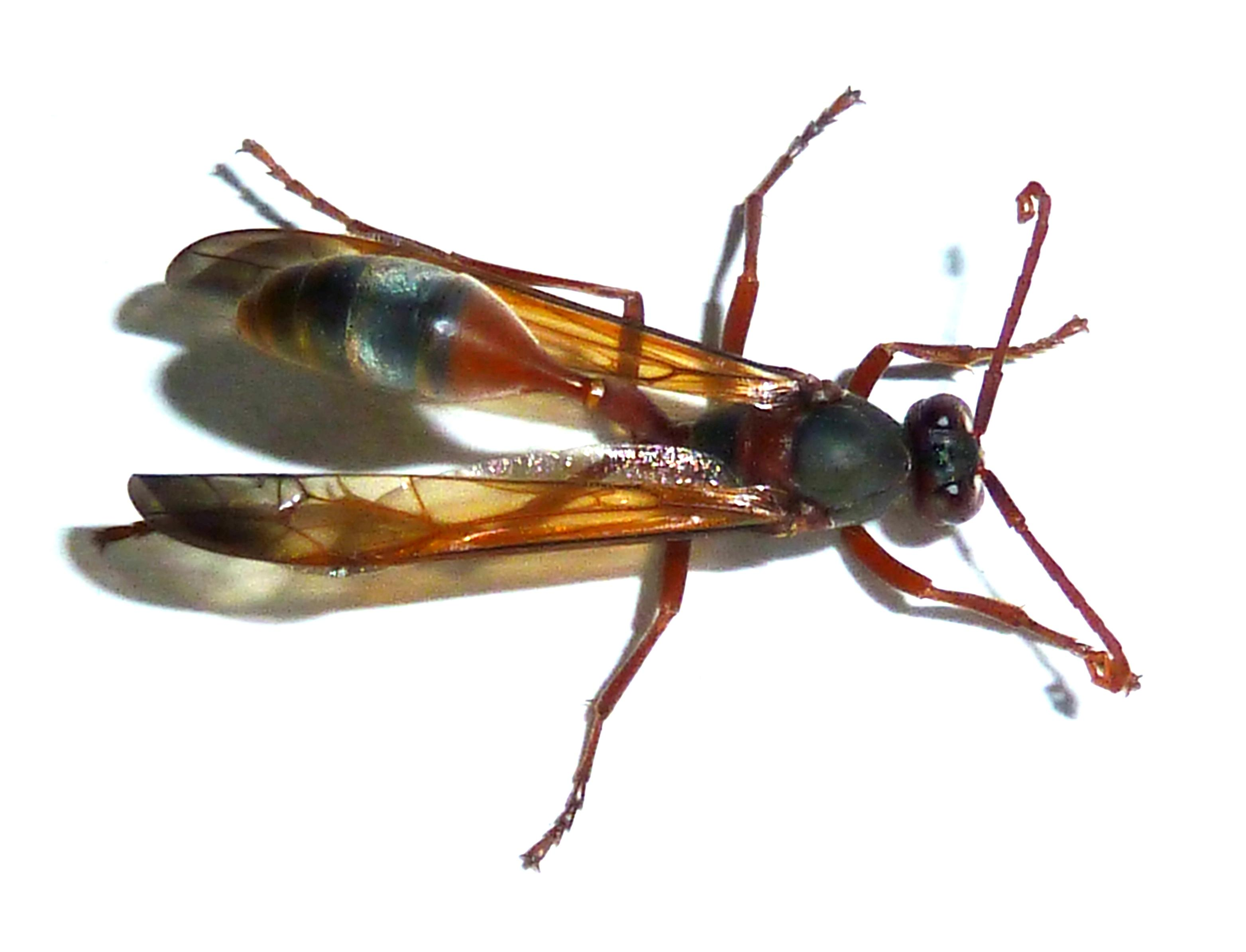